# Pièce pour clavier en fa majeur, KV 33b (Mozart)

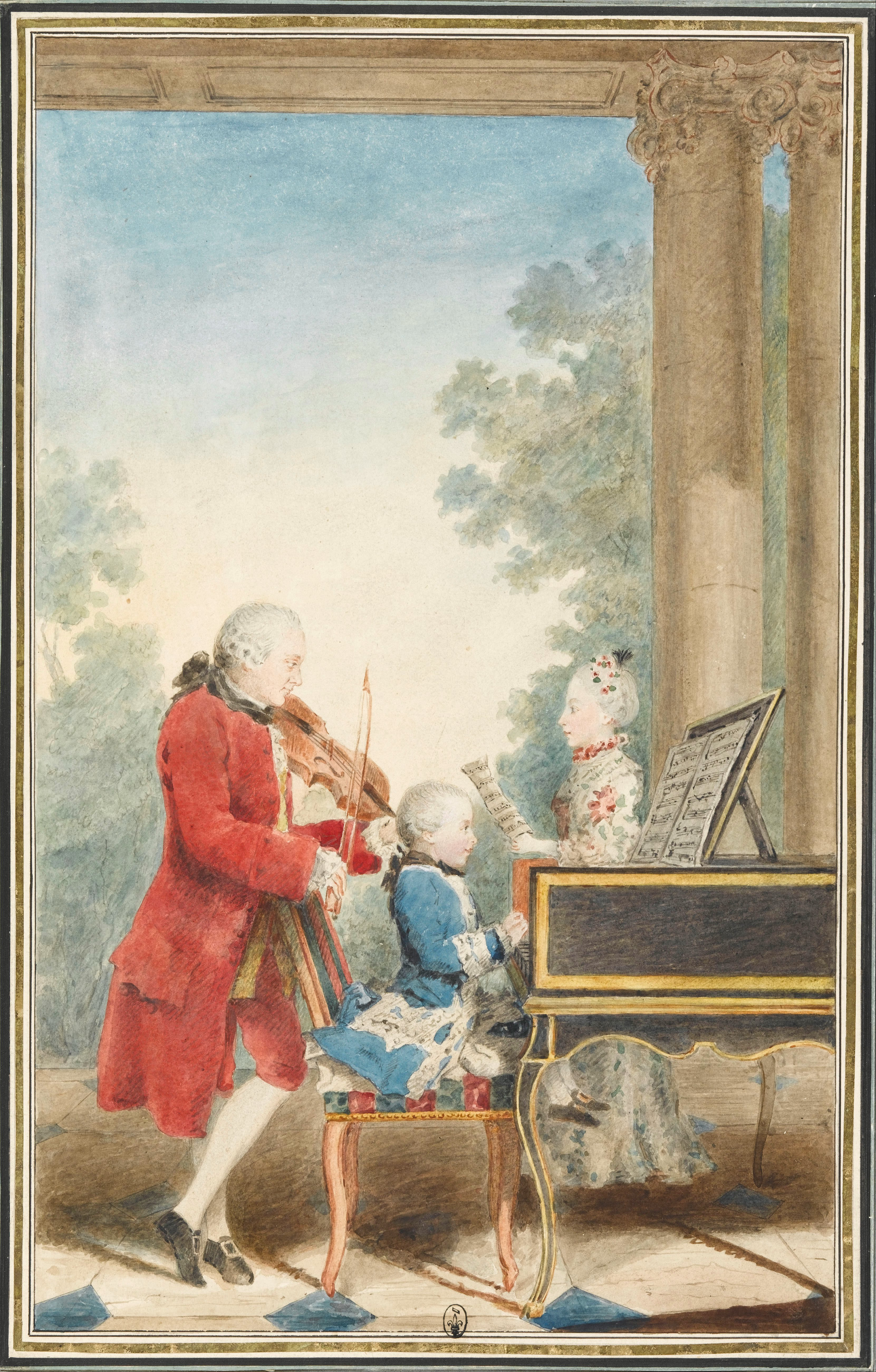
Wolfgang Amadeus Mozart

La Pièce pour clavier (Klavierstück in F) en fa majeur, KV. 33b, est une brève pièce pour piano, composée par Wolfgang Amadeus Mozart probablement à Zurich en octobre 1766, quand il avait seulement neuf ans.

## Historique
La pièce n'est pas datée, cependant le lieu et l'époque de la composition sont clairs à partir du manuscrit lui-même. Mozart l'a écrite à la plume au dos d'une circulaire expédiée par le Collège de Musique de Zurich, datée du 30 septembre 1766, alors que la famille Mozart terminait sa grande tournée européenne. La circulaire invitait les mécènes, amateurs de musique et autres personnes qui pouvaient être intéressés par les concerts donnés par « le jeune [de neuf ans] Maestro Mozart ainsi que par sa sœur [ Maria Anna Mozart ]» les 7 et 9 octobre. On peut supposer que Mozart a joué ou improvisé cette pièce lors d'un de ces concerts, dont les programmes ne nous sont pas parvenus.
Mozart a écrit la pièce à l'arrière d'une circulaire probablement comme cadeau au Collège. Sinon, il a pu utiliser le cahier de sa sœur ou son troisième cahier d'ébauches (Skizzenbuch), qui lui aussi a été perdu. L'autographe a été identifié très tard, précisément en 1942, et pour cette raison n'est pas présent dans la troisième édition du Catalogue Köchel, élaborée par Alfred Einstein.
L'autographe se trouve aujourd'hui à la Bibliothèque centrale de Zurich.
Cette pièce apparaît dans le film Amadeus de 1984, lorsque le petit Mozart l'interprète les yeux bandés au clavecin puis au violon.

## Description
C'est une pièce courte, comprenant seulement vingt-six mesures. Elle est habituellement interprétée au clavecin, mais on peut la jouer sur d'autres instruments à clavier.

## Analyse
La pièce est écrite dans la tonalité de fa majeur et jouée à 
. Suivant le tempo indiqué (Allegro), c'est une pièce rapide et vive. Elle est écrite en forme binaire, avec des signes de répétition à la fin de chaque section (la première de 12 mesures, la seconde de 14 mesures).